# Knudshoved (Schiff)
Die Knudshoved war eine Eisenbahnfähre der Scandlines Danmark A/S, die seit 1964 mit Unterbrechungen auf der Vogelfluglinie eingesetzt wurde. Weitere Einsätze erfolgten unter anderem auf der Linie Rostock – Gedser.

## Geschichte
Die Fähre wurde am 15. März 1961 an der Seefahrtdienst der DSB von der Helsingør Schiffswerft mit Baunummer 352 abgeliefert. Das Schiff war als Autofähre auf der Linie Halsskov–Knudshoved und als Eisenbahnfähre zwischen Korsør und Nyborg im Einsatz. Im Winter 1963/1964 wurde das Schiff umgebaut und nahm im Jahr 1964 den fahrplanmäßigen Dienst zwischen dem Fährbahnhof Puttgarden und Rødby Færge auf. Aufgrund der wenig eleganten Form war das Schiff bei den Passagieren nicht sehr beliebt, war dafür jedoch für Eisfahrten geeignet.
Weitere Umbauten erfolgten in den Jahren 1978, 1985, 1993. Bei einem erneuten Umbau 1994 wurde eine spezielle Bugpforte installiert, die es dem Schiff ermöglichte, sowohl herkömmliche Fährbettanlagen als auch Ro-Ro-Fährbettanlagen anzulaufen.
Die letzte Passagierfahrt fand im November 1997 auf der Linie Halsskov–Knudshoved statt. Das Schiff wurde von Scandlines durch die Fähre Lodbrog ersetzt und zur Abwrackung verkauft. Hierzu wurde das Schiff in Knud umbenannt und brach am 24. Dezember 1997 zu Reise nach Alang auf. 1998 wurde das Schiff abgewrackt.

## Schwesterschiff
Die Sprogø war das baugleiche Schwesterschiff der Knudshoved und wurde 2004 ebenfalls zur Abwrackung nach Alang verkauft.